# FIBI Holding

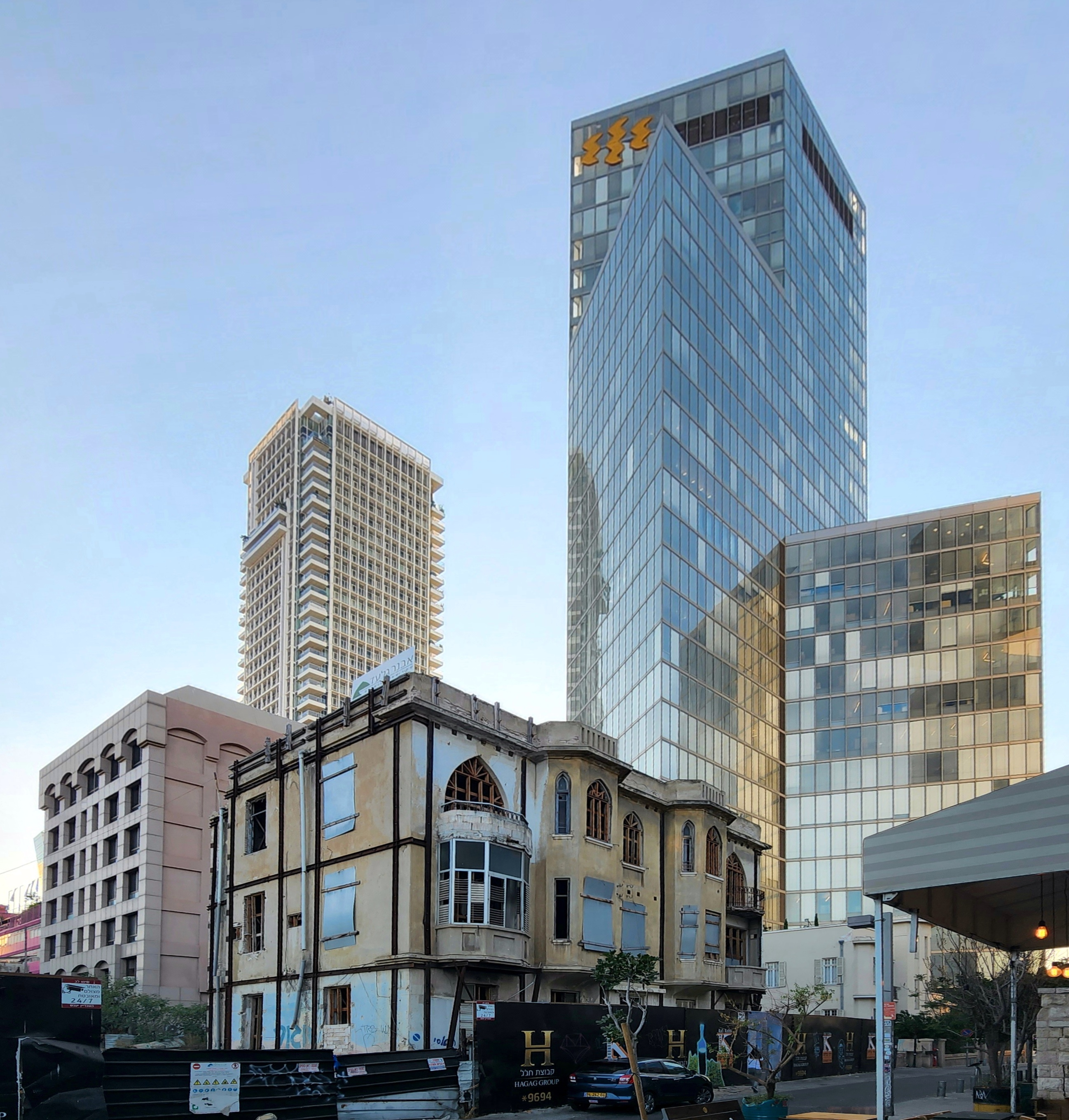
FIBI-Unternehmenszentrale in Tel Aviv

Die FIBI Holdings Ltd ist eine in Israel ansässige Holdinggesellschaft. Das Unternehmen ist die Muttergesellschaft der FIBI-Gruppe. Zur FIBI-Gruppe gehören die Muttergesellschaft, die First International Bank (hebräisch.  הבנק הבינלאומי, HaBank HaBeinleumi), und ihre Töchterbanken in Israel, die Massad Bank, die UBank und PAGI. Zusammen betreiben die Banken ein Netz von rund 160 Filialen. FIBI verfügt über Aktiva von mehr als 135 Mrd. NIS. Ihre Geschäftsbasis besteht hauptsächlich aus großen Firmenkunden und Endverbrauchern. Die FIBI ist eine der fünf größten Bankengruppen Israels. Sie beschäftigt Stand 2023 3.645 Mitarbeiter. Die Unternehmenszentrale befindet sich in Tel Aviv.

## Geschichte
Die First International Bank wurde 1972 auf Initiative des damaligen israelischen Finanzminister Pinchas Sapir gegründet. Es war die Fusion der Geschäfte von zwei Banken – der Export Bank Ltd. und der Foreign Trade Bank Ltd, die Eigentümer der Mortgage and Savings Bank Ltd.
Im Jahr 1976 wurde mit der Israeli Industrial Bank Ltd fusioniert, die 1985 in First International Industrial Finance Bank Ltd. umbenannt wurde und 1994 ganz in die FIBI aufging.
Im Jahr 1977 wurde die Poalei Agudat Israel Bank Ltd. gegründet, die sich zu 65 % im Besitz der FIBI und zu 35 % im Besitz der Agudat Israel Federation of Labor in Israel befindet. Im Jahr 2010 schloss die Bank den Erwerb der restlichen PAGI-Anteile aller anderen Anteilseigner ab, und 2015 fusionierte die PAGI mit der Bank, wobei sie den Markennamen PAGI beibehielt.
1978 erwarb die Bank die Kontrolle über die Lemelacha Bank Ltd., deren Geschäfte einschließlich ihrer Filialen unmittelbar nach der Übernahme mit den Geschäften der Bank verschmolzen.
Im Jahr 1981 wurde FIBI-London in London als hundertprozentige Tochtergesellschaft gegründet. FIBI-London wurde im Jahr 2014 verkauft.
1984 wurde die FIBI Bank (Switzerland) Ltd. gegründet. Im Jahr 2017 verkaufte die Bank die FIBI Bank (Schweiz).
Im Jahr 2000 erwarb die Bank rund 20 % des Kapitals und 15 % der Stimmrechte von Israel Credit Cards (im Folgenden „ICC“). Nach weiteren Akquisitionen von ICC-Aktien in den Jahren 2006 und 2007 stieg der Anteil der Bank an ICC auf 2 % des Kapitals und 21 % der Stimmrechte.
Im Jahr 2004 erwarb die Bank das vollständige Eigentum an der UBank Ltd. und im Jahr 2015 wurde die UBank mit der FIBI fusioniert, wobei der Markenname UBank beibehalten wurde.
Im Jahr 2008 erwarb die Bank 51 % des Aktienkapitals der Massad Bank Ltd.
Im Jahr 2010 konsolidierte die Bank ihr Aktienkapital in der Weise, dass alle fünf Stammaktien der Bank mit einem Nennwert von 0,01 NIS zu einer Stammaktie der Bank mit einem Nennwert von 0,05 NIS konsolidiert wurden, und ab dem 20. September 2010 wurden nur noch die Stammaktien mit einem Nennwert von 0,05 NIS auf dem Markt gehandelt.